# El belén de Greccio
El Belén de Greccio es la trigésima escena de las veintiocho que componen el conjunto de frescos sobre la historia de San Francisco. Los frescos se encuentran cojiendo en la Basílica Mayor de Asís, y son atribuidos a Giotto. Posiblemente, fue pintado entre el 1295 y el 1299, y sus medidas son 230 x 270cm.[cita requerida]

## Historia
Este episodio pertenece a la serie de la Leyenda Mayor (Cap.7) de San Francisco de Asís:

Llegado el beato Francisco, en memoria de la natividad de Cristo, ordenó que se preparase el pesebre, que se trajese el heno, que se condujera al buey y al asno; y predicó sobre la natividad del Rey pobre; y, mientras el santo hombre mantenía su oración, un caballero vio al verdadero Niño Jesús en lugar de aquel que el santo había portado.

Durante la noche de Navidad de 1223, en Greccio provincia de Rieti, San Francisco conmemoró el nacimiento de Jesús organizando por vez primera una representación viviente del evento. Según la hagiografía, durante la misa habría aparecido en la cuna un niño de carne sonrosada que san Francisco cogió en brazos. De este episodio nacería la tradición de los belenes.
A pesar de este relato, Giotto coloca la escena en un Presbiterio que recuerda la Basílica Menor de Asís.
El Belén de Greccio se encuentra entre los peor conservados del conjunto y fue restaurado por primera vez en 1798.

## Descripción

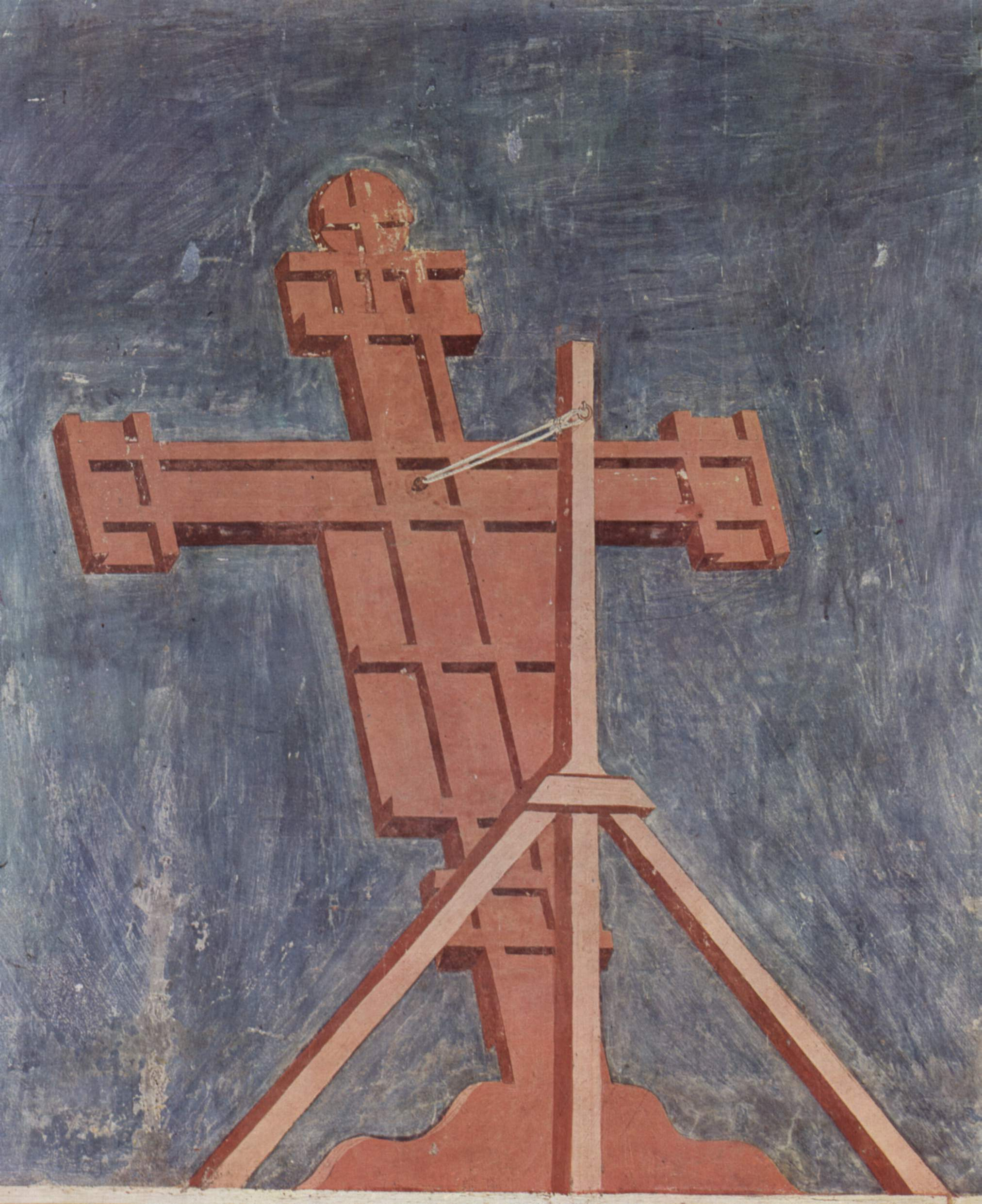
Detalle

La escena, una de las más famosas, es un extraordinario documento de la época. Ningún pintor la ha pintado nunca con tanto realismo. En ella los espectadores observan la escena desde un punto normalmente reservado a sacerdotes y religiosos (desde un hipotético puesto de observación en el ábside)donde se pueden ver representados con minucioso y vivo detalle las características del ambiente. Sobre la partición que separa la nave se puede ver un ciborio que recuerda aquel de Arnolfo di Cambio, también a los hermanos que cantan en el coro mirando al sagrado libro en lo alto, un púlpito visto del lado de la entrada y una cruz de madera oblicua que cuelga en la nave vista desde atrás, enseñando todos sus refuerzos y enganches, y que es representada magistralmente.
Un grupo de personas asisten a la escena, que se desarrolla en primer plano, de San Francisco con el Santo Niño entre las manos(ambos representados con aureolas), aunque las mujeres no pueden entrar y observan desde la puerta. Destacable es la colocación de los personajes que aparecen en diversos planos sin dar el efecto de flotar en el aire o de aplastarse unos a otros como ocurre en tablas de pintores más antiguos. Solo los hermanos sobresalen en alto porque están de pie sobre el coro del cual solo se intuye su presencia por un pequeño detalle que aparece junto a la puerta. Ellos tienen sus bocas abiertas porque están cantando y miran directamente al facistol que sustenta el libro donde leen los cánticos. La elaboración demuestra amplios recursos del espacio.
Según un estudio de Bruno Zanardi e Federico Zeri, muchos de los vestidos de los personajes pintados a témpera, tenían originariamente colores diferentes a los que vemos hoy en día. A esta conclusión llegaron tras descubrir en la pintura un característico modo de preparación del encarnado propio de Pietro Cavallini.